# Hallplatte (Akustik)

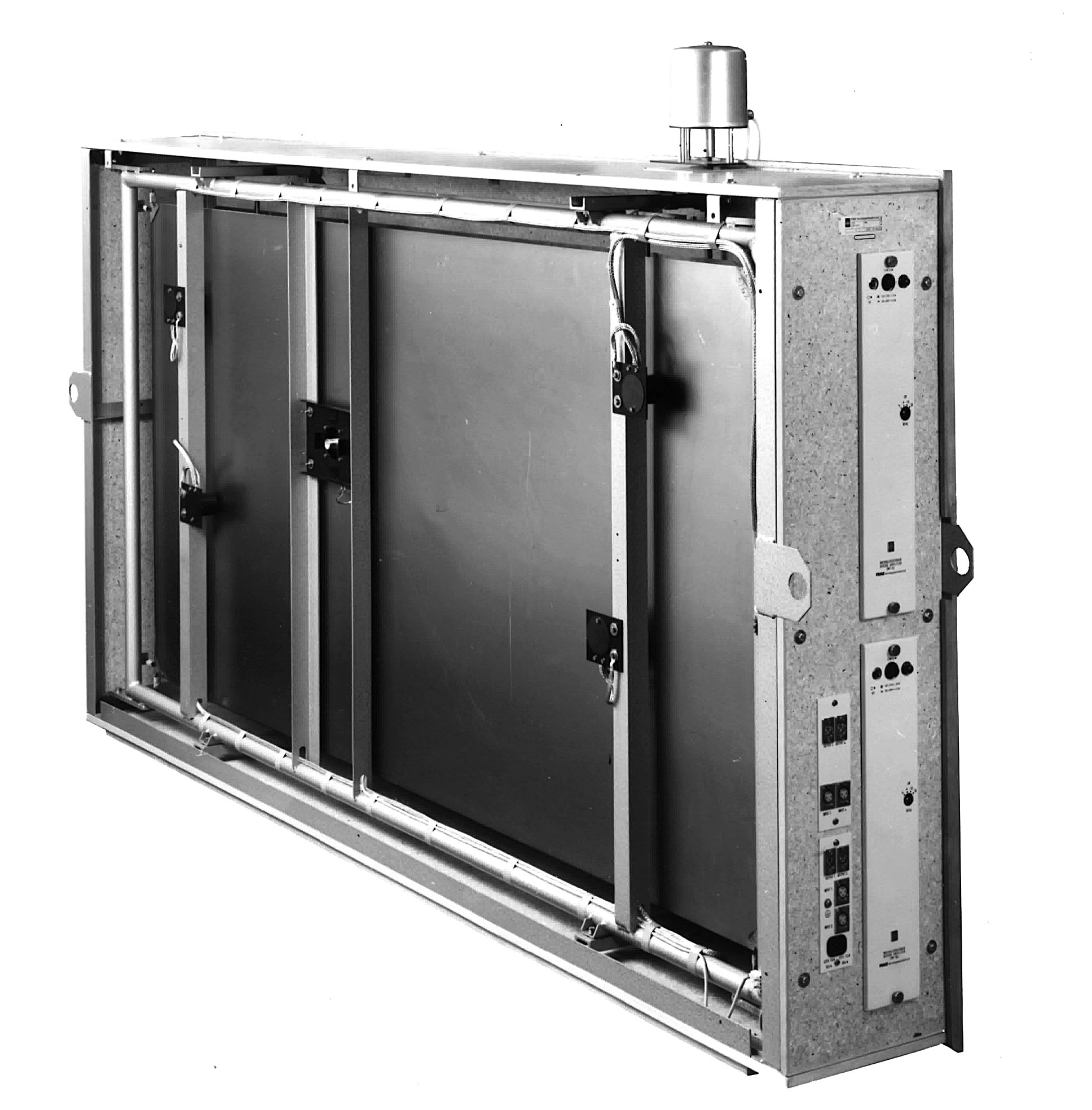
Hallplatte von EMT Studiotechnik

Eine Hallplatte ist ein elektroakustisches Hallgerät.
Eine Hallplatte besteht aus einer frei schwingend aufgehängten Stahlplatte, die durch einen elektromechanischen Wandler zu Schwingungen angeregt wird. Die Schwingungen breiten sich als Welle auf der Platte aus und werden an den Rändern mehrfach reflektiert. Mit Hilfe von einem oder mehreren Mikrofonen werden die Schwingungen in elektrische Signale zurückgewandelt.
Die Hallplatte kam in der frühen Tonstudiotechnik zum Einsatz. Nicht nur durch den höhenbetonten Nachhall, sondern auch durch das Fehlen der Erstreflexionen entsteht ein eher unnatürlicher Eindruck einer Raumsimulation. Weitere Nachteile der Hallplatte sind ihre großen Abmessungen (wegen der hohen Schallgeschwindigkeit im Material mindestens 1 × 2 Meter), ihr hohes Gewicht, die Erschütterungs- und Schallempfindlichkeit und ihr hoher Preis.
Zur Variation des Nachhalleffektes kann die Verzögerungszeit und die Abklingzeit des Nachhalls verändert werden. Einerseits kann der Ort des Mikrofons zur Auskopplung des Nachhalls auf der Platte verändert werden – je näher das Mikrofon an den Wandler rückt, umso kürzer die Verzögerungszeit. Andererseits kann die Schwingungsfähigkeit der Platte durch mechanische Dämpfer verändert werden. So wird die Abklingzeit verkürzt.
Eine Weiterentwicklung der Hallplatte arbeitet mit einer dünnen Goldfolie, der konstruktive Aufbau unterscheidet sich nicht von dem mit der Stahlplatte, ist jedoch kleiner und leichter. Dadurch wurde erstmals der mobile Einsatz eines künstlichen Halles mit entsprechender Qualität in z. B. Ü-Wagen möglich.
Durch Entwicklungen im Bereich der digitalen Signalverarbeitung sind diese Geräte historisch.